# Frances Coke
Frances Coke, Vicomtesse Purbeck (1603 - juin 1645) était noble anglaise et belle-sœur de George Villiers (1er duc de Buckingham), le favori du roi Jacques VI et Ier. Elle quitta son mari John Villiers, à qui elle avait été mariée contre son gré, et se trouvait coupable d'adultère en 1627 ainsi que son amant Robert Howard. Le rupture publique entre son mari et elle causa un vif scandale à l'époque.

## Biographie

### Jeunesse
Elle naît en août 1602 à Hatton House à Londres, la fille du jurisconsulte Edward Coke et de sa deuxième femme Elizabeth Hatton. Son baptême a lieu le 2 septembre 1602 à l'Église de Saint Andrew Holborn.

### Mariage forcé
À l'âge de quinze ans, son père arrange que Frances épouse John Villiers, le frère aîné de George Villiers, le favori du roi Jacques. Coke veut s'allier à la famille Villiers pour rétablir son influence à la cour jacobéenne. La mère de Frances, Lady Hatton, pourtant s'oppose vivement au mariage que son mari avait arrangé. Elle se cache elle-même et sa fille dans la campagne pour éviter son mari, mais Coke les trouve et y envoie un groupe d'hommes pour enlèver Frances.
Lady Hatton essaie aussi de faire intervenir son ancien soupirant Francis Bacon, à l'époque Lord Keeper du royaume, mais elle ne peut pas empêcher le mariage. Frances était attachée à son lit et fouettée jusqu'à ce qu'elle s'accorda à signer une déclaration de son consentement au mariage. Le roi en préside le mariage au Château de Hampton Court le 29 septembre 1617,.

#### Éloignement et procès d'adultère
Suivant le mariage, Lady Hatton réfuse à payer le dot de 10 000 livres sterling. Pour y subsituer, le roi crée John Villiers Vicomte Purbeck en lui accordant des terres en Devonshire. John souffre des épisodes de folie perpetueux, ce qui fait du mariage un «  purgatoire continuel », ainsi Frances le décrit elle-même. Elle le quitte en 1622 en s'enfuyant avec son amant Robert Howard. Elle vit sous le pseudonyme de « Mrs Wright  » et accouche d'un fils illégitime avec Howard en 1624, nommé Robert Wright. L'année suivante, les deux amants sont accusés d'adultère et Frances en est reconnue coupable. Sur la veille de sa pénitence en 1627, elle échappe en fuyant ses gardes. Suivant son évasion, elle passe quelques années d'exil en France.
En 1640, Frances pétitionne la Chambre des lords de lui faire rendre sa dot par la famille Villiers. Quoiqu'elle n'y parvient pas, le roi Jacques lui accorde un revenu à condition qu'elle laisse ses terres à son mari. John Villiers pourtant réfuse de s'accorder à un divorce et avoue même qu'il soit le père de Robert Wright.
Frances revient en Angleterre, chez son père à Stoke Poges. Elle en prend soin jusqu'à sa mort en 1634. Elle meurt à Oxford pendant la guerre civile anglaise, pendant que la ville est assiégée par les forces parlementaires. Elle est enterrée à l'Église universitaire St Mary the Virgin le 4 juin 1645.